# Ła-176
Ła-176 (ros. Ла-176) – radziecki odrzutowy samolot myśliwski, skonstruowany pod koniec lat 40. w biurze konstrukcyjnym Ławoczkina. Maszyna pozostała w stadium prototypu.

## Historia
Myśliwiec „176” (nieoficjalnie oznaczany Ła-176) był dalszym rozwinięciem myśliwca „168”, projektowanego jako konkurent MiG-15. W celu osiągnięcia większych prędkości, Ławoczkin zastosował na nim skrzydła o większym skosie 45°. Napędzany był początkowo tym samym silnikiem RD-45F. Nowy samolot przede wszystkim miał służyć jako maszyna doświadczalna, zbudowano jeden prototyp, oblatany we wrześniu 1948. W grudniu na samolocie „176” zamontowano mocniejszą wersję silnika WK-1 o ciągu 2700 kg.
Podczas prób 26 grudnia 1948 po raz pierwszy w ZSRR osiągnięto na nim w locie nurkowym prędkość dźwięku (pilot Oleg Sokołowskij), osiągając 1105 km/h (1,02 Ma) na wysokości 7000 m. Prędkość dźwięku przekraczano na nim jeszcze 6 razy. W locie poziomym samolot osiągał prędkość 0,99 Ma. Jednakże, 3 lutego 1949 prototyp został utracony w katastrofie, w której zginął Oleg Sokołowskij. Przyczyną było nie domknięcie przez pilota kabiny, lecz katastrofa spowodowała zaprzestanie dalszego rozwoju samolotu „176”, zwłaszcza, że 14 maja 1949 zdecydowano pozostawić w produkcji MiG-15bis jako jedyny radziecki myśliwiec.

## Opis konstrukcji
Jednosilnikowy górnopłat o konstrukcji całkowicie metalowej i skośnych skrzydłach, w układzie klasycznym. Skrzydła o kącie skosu krawędzi natarcia 45° i niewielkim ujemnym wznosie, składające się z krótkiego centropłata i dwóch jednodźwigarowych części zewnętrznych. Na każdym ze skrzydeł 3 kierownice strug powietrza. Usterzenie klasyczne, skośne. Usterzenie poziome zamocowane w górnej części statecznika. Kadłub o konstrukcji półskorupowej. Z przodu okrągły wlot powietrza do silnika, rozdzielający się pionową przegrodą na dwa kanały wzdłuż burt. Kabina pilota hermetyczna, w przedniej części kadłuba, zakryta oszkloną osłoną, składającą się ze stałego dwuczęściowego wiatrochronu z płaską szybą przednią i otwieranej wypukłej osłony nad pilotem. Kabina wyposażona w fotel wyrzucany. Silnik odrzutowy w tylnej części kadłuba. Po obu stronach tylnej części kadłuba hamulce aerodynamiczne w formie odchylanych hydraulicznie klap. Podwozie samolotu trójkołowe, z pojedynczymi kołami, wciągane do luków w kadłubie (golenie główne – do przodu, goleń przednia – do tyłu). 
Napęd: silnik turboodrzutowy ze sprężarką odśrodkową RD-45F o ciągu 2270 kg, następnie Klimow WK-1 o ciągu 2700 kg. Paliwo w zbiornikach w kadłubie. Możliwe było podwieszenie dodatkowego zbiornika pod kadłubem.
Uzbrojenie: 1 działko 37 mm N-37 (45 nabojów) i 2 działka 23 mm NR-23 (po 100 nabojów) w dolnej części przodu kadłuba. Automatyczny optyczny celownik żyroskopowy.